# Asian Indoor & Martial Arts Games/Billard
Billard ist seit 2007 Bestandteil der Asian Indoor Games beziehungsweise ab 2013 der Asian Indoor & Martial Arts Games. Dabei finden Wettbewerbe in allen wichtigen Billardvarianten statt, also im Poolbillard, im Snooker, im English Billiards, im Karambolage und im Russischen Billard.

## Medaillengewinner
Im Folgenden sind alle Medaillengewinner nach Disziplinen aufgelistet.

### Karambolage

#### Einband
| Jahr | Austragungsort    | Gold           | Silber          | Bronze          |
| ---- | ----------------- | -------------- | --------------- | --------------- |
| 2007 | Macau             | Dương Anh Vũ   | Nguyễn Sĩ Tường | Tadashi Machida |
| 2009 | Ho-Chi-Minh-Stadt | Đặng Đình Tiến | Tadashi Machida | Kim Kyung-roul  |
| 2013 | Incheon           | Hwang Durk-hee | Ngô Đình Nại    | Mã Minh Cẩm     |
| 2013 | Incheon           | Hwang Durk-hee | Ngô Đình Nại    | Yoichiro Mori   |

#### Dreiband
| Jahr | Austragungsort    | Gold               | Silber             | Bronze           |
| ---- | ----------------- | ------------------ | ------------------ | ---------------- |
| 2009 | Ho-Chi-Minh-Stadt | Cho Jae-ho         | Dương Anh Vũ       | Ryūji Umeda      |
| 2013 | Incheon           | Ryūji Umeda        | Nguyễn Quốc Nguyện | Mã Xuân Cường    |
| 2013 | Incheon           | Ryūji Umeda        | Nguyễn Quốc Nguyện | O Takeshima      |
| 2017 | Aşgabat           | Nguyễn Quốc Nguyện | Cho Jae-ho         | George Lteif     |
| 2017 | Aşgabat           | Nguyễn Quốc Nguyện | Cho Jae-ho         | Trần Quyết Chiến |

### Russisches Billard

#### Dynamische Pyramide
| Jahr | Austragungsort | Gold                    | Silber             | Bronze            |
| ---- | -------------- | ----------------------- | ------------------ | ----------------- |
| 2017 | Aşgabat        | Annamämmet Annamämmedow | Kamaladdin Babajew | Älichan Qaranejew |
| 2017 | Aşgabat        | Annamämmet Annamämmedow | Kamaladdin Babajew | Batyr Geldijew    |

#### Freie Pyramide
| Jahr | Austragungsort | Gold                 | Silber             | Bronze                  |
| ---- | -------------- | -------------------- | ------------------ | ----------------------- |
| 2017 | Aşgabat        | Ybabekir Bekdurdyýew | Jernar Tschimbajew | Begenç Ajdogdyjew       |
| 2017 | Aşgabat        | Ybabekir Bekdurdyýew | Jernar Tschimbajew | Annamämmet Annamämmedow |

#### Kombinierte Pyramide
| Jahr | Austragungsort | Gold             | Silber        | Bronze               |
| ---- | -------------- | ---------------- | ------------- | -------------------- |
| 2017 | Aşgabat        | Ysatbek Ratbekow | Älibek Omarow | Ybabekir Bekdurdyýew |
| 2017 | Aşgabat        | Ysatbek Ratbekow | Älibek Omarow | Kanat Sydykow        |

### English Billiards
| Jahr | Austragungsort    | Gold           | Silber            | Bronze                  |
| ---- | ----------------- | -------------- | ----------------- | ----------------------- |
| 2007 | Macau             | Rom Surin      | Geet Sethi        | Peter Gilchrist         |
| 2009 | Ho-Chi-Minh-Stadt | Rom Surin      | Peter Gilchrist   | Pankaj Advani           |
| 2013 | Incheon           | Rom Surin      | Nguyễn Thanh Bình | Aung Htay               |
| 2013 | Incheon           | Rom Surin      | Nguyễn Thanh Bình | Peter Gilchrist         |
| 2017 | Aşgabat           | Sourav Kothari | Rom Surin         | Thawat Sujaritthurakarn |
| 2017 | Aşgabat           | Sourav Kothari | Rom Surin         | Trần Lê Anh Tuấn        |

### Snooker

#### Snooker-Einzel (Frauen)
| Jahr | Austragungsort | Gold       | Silber              | Bronze    |
| ---- | -------------- | ---------- | ------------------- | --------- |
| 2007 | Macau          | Bi Zhuqing | Santhinee Jaisuekul | Jaique Ip |

#### Snooker-Einzel (Herren)
| Jahr | Austragungsort    | Gold            | Silber             | Bronze          |
| ---- | ----------------- | --------------- | ------------------ | --------------- |
| 2007 | Macau             | Mohammed Shehab | James Wattana      | Xiao Guodong    |
| 2009 | Ho-Chi-Minh-Stadt | Jin Long        | Nader Khan Sultani | Mohammed Shehab |
| 2013 | Incheon           | Cao Yupeng      | Ding Junhui        | Saleh Mohammadi |
| 2013 | Incheon           | Cao Yupeng      | Ding Junhui        | Aditya Mehta    |
| 2017 | Aşgabat           | Zhao Xintong    | Hossein Vafaei     | Soheil Vahedi   |
| 2017 | Aşgabat           | Zhao Xintong    | Hossein Vafaei     | Zhou Yuelong    |

#### Snooker-Team
| Jahr | Austragungsort    | Gold                                                     | Silber                                                                 | Bronze                                                                        |
| ---- | ----------------- | -------------------------------------------------------- | ---------------------------------------------------------------------- | ----------------------------------------------------------------------------- |
| 2007 | Macau             | Hongkong Chan Wai Ki Chan Kwok Ming Fung Kwok Wai        | Volksrepublik China Xiao Guodong Jin Long Liu Chuang                   | Indien Yasin Merchant Alok Kumar Manan Chandra                                |
| 2009 | Ho-Chi-Minh-Stadt | Indien Aditya Mehta Manan Chandra Brijesh Damani         | Katar Ahmed Saif Mohanna Al-Obaidly Khamis Al-Obaidly                  | Vereinigte Arabische Emirate Mohammed al-Joker Mohammed Shehab Eissa Al Sayed |
| 2013 | Incheon           | Volksrepublik China Ding Junhui Liang Wenbo Tian Pengfei | Unabhängige Olympiateilnehmer Aditya Mehta Brijesh Damani Kamal Chawla | Syrien Omar al-Kojah Karam Fatima                                             |
| 2013 | Incheon           | Volksrepublik China Ding Junhui Liang Wenbo Tian Pengfei | Unabhängige Olympiateilnehmer Aditya Mehta Brijesh Damani Kamal Chawla | Chinesisch Taipeh Lin Shu-hung Lu Yu-hsu Wu Yu-lun                            |
| 2017 | Aşgabat           | Iran Hossein Vafaei Soheil Vahedi Amir Sarkhosh          | Katar Ahmed Saif Ali Al Obaidli Khamis Al-Obaidly                      | Afghanistan Zmaray Hasas Saleh Mohammadi Mohammed Rais Senzahi                |
| 2017 | Aşgabat           | Iran Hossein Vafaei Soheil Vahedi Amir Sarkhosh          | Katar Ahmed Saif Ali Al Obaidli Khamis Al-Obaidly                      | Volksrepublik China Zhou Yuelong Zhao Xintong Yan Bingtao                     |

#### 6-Red-Snooker (Frauen)
| Jahr | Austragungsort    | Gold                   | Silber                   | Bronze                 |
| ---- | ----------------- | ---------------------- | ------------------------ | ---------------------- |
| 2009 | Ho-Chi-Minh-Stadt | Chen Siming            | Bi Zhuqing               | Nicha Pathomekmongkhon |
| 2013 | Incheon           | Amornrat Uamduang      | Ng On Yee                | Jaique Ip              |
| 2013 | Incheon           | Amornrat Uamduang      | Ng On Yee                | Chitra Magimairaj      |
| 2017 | Aşgabat           | Nutcharut Wongharuthai | Waratthanun Sukritthanes | Katrina Wan            |
| 2017 | Aşgabat           | Nutcharut Wongharuthai | Waratthanun Sukritthanes | Ng On Yee              |

#### 6-Red-Snooker (Herren)
| Jahr | Austragungsort    | Gold         | Silber        | Bronze          |
| ---- | ----------------- | ------------ | ------------- | --------------- |
| 2009 | Ho-Chi-Minh-Stadt | Xiao Guodong | Liang Wenbo   | Wu Yu-lun       |
| 2013 | Incheon           | Xiao Guodong | Amir Sarkhosh | Ali Al Obaidli  |
| 2013 | Incheon           | Xiao Guodong | Amir Sarkhosh | Omar al-Kojah   |
| 2017 | Aşgabat           | Yan Bingtao  | Soheil Vahedi | Muhammad Sajjad |
| 2017 | Aşgabat           | Yan Bingtao  | Soheil Vahedi | Saleh Mohammadi |

### Poolbillard

#### 8-Ball (Frauen)
| Jahr | Austragungsort    | Gold          | Silber              | Bronze           |
| ---- | ----------------- | ------------- | ------------------- | ---------------- |
| 2007 | Macau             | Tsai Pei-chen | Santhinee Jaisuekul | Chihiro Kawahara |
| 2009 | Ho-Chi-Minh-Stadt | Chang Shu-han | Lin Yuan-chun       | Fu Xiaofang      |

#### 9-Ball (Frauen)
| Jahr | Austragungsort    | Gold          | Silber           | Bronze        |
| ---- | ----------------- | ------------- | ---------------- | ------------- |
| 2007 | Macau             | Chang Shu-han | Kim Ga-young     | Charlene Chai |
| 2009 | Ho-Chi-Minh-Stadt | Cha Yu-ram    | Chihiro Kawahara | Chang Shu-han |
| 2013 | Incheon           | Cha Yu-ram    | Tan Ho-yun       | Chou Chieh-yu |
| 2013 | Incheon           | Cha Yu-ram    | Tan Ho-yun       | Kim Ga-young  |
| 2017 | Aşgabat           | Han Yu        | Chezka Centeno   | Kim Ga-young  |
| 2017 | Aşgabat           | Han Yu        | Chezka Centeno   | Liu Shasha    |

#### 9-Ball (Herren)
| Jahr | Austragungsort    | Gold           | Silber             | Bronze             |
| ---- | ----------------- | -------------- | ------------------ | ------------------ |
| 2007 | Macau             | Fu Jianbo      | Lương Chí Dũng     | Jeong Young-hwa    |
| 2009 | Ho-Chi-Minh-Stadt | Li Hewen       | Chan Keng Kwang    | Lu Hui-chan        |
| 2013 | Incheon           | Ko Pin-yi      | Abdullah Al Yousef | Li Hewen           |
| 2013 | Incheon           | Ko Pin-yi      | Abdullah Al Yousef | Kenny Kwok         |
| 2017 | Aşgabat           | Chang Jung-Lin | Ko Pin-yi          | Carlo Biado        |
| 2017 | Aşgabat           | Chang Jung-Lin | Ko Pin-yi          | Tanut Makkamontree |

#### 9-Ball-Doppel
| Jahr | Austragungsort | Gold                                      | Silber                                     | Bronze                                |
| ---- | -------------- | ----------------------------------------- | ------------------------------------------ | ------------------------------------- |
| 2017 | Aşgabat        | Volksrepublik China Lü Haotian Liu Haitao | Chinesisch Taipeh Ko Pin-yi Cheng Yu-hsuan | Philippinen Warren Kiamco Johann Chua |
| 2017 | Aşgabat        | Volksrepublik China Lü Haotian Liu Haitao | Chinesisch Taipeh Ko Pin-yi Cheng Yu-hsuan | Iran Mohammadali Pordel Mehdi Rasekhi |

#### 10-Ball (Frauen)
| Jahr | Austragungsort | Gold        | Silber           | Bronze        |
| ---- | -------------- | ----------- | ---------------- | ------------- |
| 2013 | Incheon        | Cha Yu-ram  | Chihiro Kawahara | Rubilen Amit  |
| 2013 | Incheon        | Cha Yu-ram  | Chihiro Kawahara | Chou Chieh-yu |
| 2017 | Aşgabat        | Chen Siming | Rubilen Amit     | Chou Chieh-yu |
| 2017 | Aşgabat        | Chen Siming | Rubilen Amit     | Wei Tzu-chien |

## Medaillenspiegel
Stand: 2017
| Platz  | Land                          | Gold | Silber | Bronze | Gesamt |
| ------ | ----------------------------- | ---- | ------ | ------ | ------ |
| 1      | Volksrepublik China           | 14   | 4      | 6      | 24     |
| 2      | Thailand                      | 5    | 5      | 3      | 13     |
| 3      | Chinesisch Taipeh             | 5    | 4      | 8      | 17     |
| 4      | Südkorea                      | 5    | 2      | 4      | 11     |
| 5      | Vietnam                       | 3    | 6      | 4      | 13     |
| 6      | Turkmenistan                  | 2    | 1      | 4      | 7      |
| 7      | Indien                        | 2    | 1      | 2      | 5      |
| 8      | Japan                         | 1    | 3      | 5      | 9      |
| 9      | Iran                          | 1    | 3      | 2      | 6      |
| 10     | Hongkong                      | 1    | 1      | 5      | 7      |
| 11     | Vereinigte Arabische Emirate  | 1    | 1      | 2      | 4      |
| 12     | Kirgisistan                   | 1    | 0      | 1      | 2      |
| 13     | Philippinen                   | 0    | 2      | 3      | 5      |
| 13     | Singapur                      | 0    | 2      | 3      | 5      |
| 15     | Kasachstan                    | 0    | 2      | 1      | 3      |
| 15     | Katar                         | 0    | 2      | 1      | 3      |
| 17     | Afghanistan                   | 0    | 1      | 3      | 4      |
| 18     | Unabhängige Olympiateilnehmer | 0    | 1      | 2      | 3      |
| 19     | Syrien                        | 0    | 0      | 2      | 2      |
| 20     | Libanon                       | 0    | 0      | 1      | 1      |
| 20     | Myanmar                       | 0    | 0      | 1      | 1      |
| 20     | Pakistan                      | 0    | 0      | 1      | 1      |
| Gesamt | Gesamt                        | 41   | 41     | 64     | 146    |